# Vincenzo Bichi
Vincenzo Bichi (Siena, 2 febbraio 1668 – Roma, 11 febbraio 1750) è stato un cardinale e arcivescovo cattolico italiano.

## Biografia
Vincenzo Bichi nacque a Siena il 2 febbraio 1668 da una nobile famiglia senese, figlio di Metello Bichi, Marchese di Rocca Albenga, e di Vittoria Piccolomini d'Aragona. Egli era nel contempo nipote del Cardinale Carlo Bichi (1690). La famiglia vantò altri cardinali tra le proprie schiere, come Metello Bichi (1611), Alessandro Bichi (1633) e Antonio Bichi (1657).
In gioventù studiò al Seminario Romano di Roma, passando poi al Seminario Clementino sempre a Roma, giungendo quindi all'Università La Sapienza di Roma ove ottenne il dottorato in utroque iure (30 luglio 1689).
Successivamente, divenne referendario e chierico della Camera apostolica (1695) e ordinato sacerdote il 26 aprile 1699.
Nominato arcivescovo titolare di Laodicea in Frigia l'11 dicembre 1702, divenne assistente al Trono pontificio e quindi fu nunzio apostolico in Svizzera (1703-1709) e Portogallo (1709-1720).
Il 24 settembre del 1731 venne nominato cardinale per mano di Clemente XII, ottenendo il titolo di San Pietro in Montorio dal 31 marzo 1732, passando quindi al titolo di San Lorenzo in Panisperna dal 16 dicembre 1737. Il 29 agosto 1740 optò per il titolo presbiterale di San Matteo in Merulana, passando a quello di San Silvestro in Capite dal 20 maggio 1743.
Il 23 settembre di quello stesso 1743 venne promosso cardinale vescovo della sede suburbicaria di Sabina, optando in seguito per quella di Frascati dal 10 aprile del 1747.
Morì a Roma l'11 febbraio 1750, nel suo palazzo di Via Lata, all'età di 82 anni, venendo esposto alla venerazione pubblica nella cappella papalis della chiesa romana di San Marcello. Alla cerimonia funebre del 13 febbraio di quell'anno intervenne anche Benedetto XIV in persona che celebrò il rito e trasportò la salma nella chiesa di San Vincenzo dove aveva sede la tomba di famiglia del cardinale, che ivi venne tumulato.

## Genealogia episcopale e successione apostolica
La genealogia episcopale è:
- Cardinale Scipione Rebiba
- Cardinale Giulio Antonio Santori
- Cardinale Girolamo Bernerio, O.P.
- Arcivescovo Galeazzo Sanvitale
- Cardinale Ludovico Ludovisi
- Cardinale Luigi Caetani
- Cardinale Ulderico Carpegna
- Cardinale Paluzzo Paluzzi Altieri degli Albertoni
- Cardinale Gaspare Carpegna
- Cardinale Fabrizio Paolucci
- Cardinale Vincenzo Bichi

La successione apostolica è:
- Vescovo Johann Franz Schenk von Stauffenberg (1705)
- Vescovo Johann Konrad von Reinach-Hirzbach (1705)
- Vescovo José Delgarte, O.SS.T. (1716)